# Faro delle isole Sanguinarie
Il faro delle isole Sanguinarie (fanali di l'Isuli Sanguinarii in corso) è un faro marittimo che si trova sull'isola principale dell'arcipelago delle isole Sanguinarie, di fronte al litorale della città di Ajaccio, al largo della costa della Corsica sud-occidentale. La luce è prodotta da una lampada alogena da 180 watt, con una portata di 24 miglia nautiche.

## Storia
Il faro venne progettato nel 1838 e inaugurato nel 1844. La sua definitiva automatizzazione risale al 1984.

## Struttura
Si tratta di una torre a sezione quadrangolare, in pietra liscia, che si eleva al di sopra della parte centrale di un edificio che in passato ospitava le abitazioni dei guardiani. Sulla parte sommitale della torre si trova la lanterna.
Il faro ha ispirato lo scrittore Alphonse Daudet, che ha intitolato una propria opera Le Phare des Sanguinaires.